# Bombardamenti di Vicenza
Durante gli ultimi due anni della seconda guerra mondiale, Vicenza subì numerose incursioni aeree da parte delle forze aeree angloamericane, aventi come obiettivo il suo scalo ferroviario ed il suo aeroporto. Le incursioni provocarono anche ingenti danni al patrimonio edilizio e storico della città, ed un elevato numero di vittime tra la popolazione civile.

## Cronologia dei principali bombardamenti

### 25 dicembre 1943
Primo bombardamento di Vicenza: alle ore 10:59, venti bombardieri della 15ª USAAF attaccarono l’aeroporto, ma molte bombe caddero sul centro abitato, colpendo le contrade di San Bortolo e San Francesco e provocando 31 vittime civili (di cui 5 bambini e 3 adolescenti). Nessun bombardiere venne abbattuto.

### 28 dicembre 1943
Incursione da parte di 17 bombardieri della 15ª USAAF, con obiettivo lo scalo ferroviario. Parte delle bombe colpì i quartieri sudorientali della città, provocando 41 vittime (di cui tre bambini) tra la popolazione civile. Parecchi bombardieri vennero danneggiati ed abbattuti dalla contraerea tempestivamente fatta arrivare dai Tedeschi.

### 26 marzo 1944
Incursione da parte di 78 bombardieri della RAF, con obiettivo lo scalo ferroviario. Bombe caddero anche sui quartieri meridionali della città, provocando 14 vittime civili.

### 2 aprile 1944
Incursione da parte di 50 bombardieri della RAF, con obiettivo lo scalo ferroviario. Fu colpita anche la città (tra gli altri, subì danni l'ospedale psichiatrico), con 26 vittime civili.

### 14 maggio 1944
Incursione da parte di 150 bombardieri della 15ª USAAF, che sganciarono 1300 bombe con obiettivo lo scalo ferroviario. Molte bombe caddero sulla città, provocando ingenti danni al patrimonio artistico e causando 56 vittime civili (di cui due bambini ed un adolescente).

### (Pausa da Maggio a Novembre 1944)
I notevoli danni causati alla popolazione ed al patrimonio artistico della città, dovuti alla scarsa precisione dei bombardamenti, vennero fatti presente ai comandi alleati dai responsabili del C.L.N. di Vicenza. Il messaggio venne recepito e per i sei mesi successivi si registrarono solo mitragliamenti e qualche isolato bombardamento da parte di caccia bombardieri. Gli alleati tuttavia avevano posto la condizione che la Resistenza si sarebbe impegnata a sabotare la stazione e l'aeroporto. Questo avvenne solo marginalmente nel semestre, pertanto a Novembre 1944, in vista dell'offensiva finale, gli alleati ripresero i bombardamenti.

### 17 novembre 1944
Incursione da parte di 38 bombardieri della RAF, che sganciarono 106 tonnellate di bombe sull'aeroporto. Cinque vittime tra i civili.

### 18 novembre 1944
Incursione da parte dell’USAAF: vennero sganciate 304 tonnellate di bombe, con obiettivo l’aeroporto. Si tratta dell’incursione più sanguinosa subita da Vicenza: le vittime civili furono almeno 317 (secondo il bilancio ufficiale) di cui 10 bambini e 3 adolescenti, ma alcune stime pongono il numero dei morti a 500. L'attacco comprese anche il lancio di 25.000 "bombe a spillo" allo scopo di colpire i numerosi lavoratori (civili) che stavano riparando i danni alla pista causati dal bombardamento della sera precedente.

### 4 gennaio 1945
Incursione da parte dell’USAAF, con obiettivo lo scalo ferroviario. Due vittime civili.

### 28 febbraio 1945
Incursione da parte della 15a USAAF, con obiettivo lo scalo ferroviario. Fu colpito anche il centro abitato, con 16 vittime civili.

### 18 marzo 1945
Incursione da parte di 73 bombardieri della RAF, con obiettivo lo scalo ferroviario. Bombe colpirono anche la città, incendiando il tetto della Basilica Palladiana e causando cinque vittime civili. Molti edifici civili vennero distrutti a causa dell'errato lancio di uno dei puntatori che doveva indicare il bersaglio, che invece cadde in pieno centro abitato.

### 26 e 28 aprile 1945
Ultime due incursioni aeree su Vicenza, a poche ore dalla liberazione della città, che causano in totale 34 vittime civili (di cui 11 bambini e 5 adolescenti).

## Bilancio
Il patrimonio urbano di Vicenza subì ingenti danni in conseguenza dei bombardamenti. Tra i monumenti e gli edifici storici, subirono gravi danni il Duomo, la basilica dei Santi Felice e Fortunato, le chiese di San Gaetano, Santa Corona e San Filippo Neri, la Basilica Palladiana, l’Arco delle Scalette, la Ca’ d’Oro, il Palazzo Vescovile, il Palazzo Valmarana, il Palazzo Trissino, il Palazzo del Monte di Pietà e numerosi altri palazzi storici. I teatri Verdi ed Eretenio furono distrutti e mai più ricostruiti.
Le vittime tra la popolazione civile furono un migliaio (altre fonti parlano di 2000 vittime). 